# ای‌جی‌ام-۱۱۴ هل‌فایر

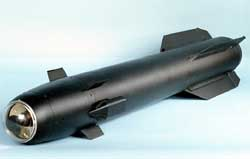
هِل‌فایر اِی‌جی‌ام-۱۱۴آ.

اِی‌جی‌اِم-۱۱۴ هِل‌فایر (انگلیسی: AGM-114 Hellfire؛ به معنای «آتش جهنمی»)، یک موشک هوابه‌سطح ساخت ایالات متحده آمریکا است که به عنوان یک موشک ضدتانک، بعدها برای حملات هدایت‌شونده، برای استفاده در پهپاد و بالگرد رزمی با سامانهٔ هدایتی شلیک و بعد هیچ در شرکت صنایع دفایی لاکهید مارتین توسعه یافت.
هل‌فایر علاوه بر کاربرد اصلی خود یعنی نابودی تانک‌های دشمن علیه دیگر اهداف سطحی نیز قابل استفاده است. این موشک از توانایی حملات ضربتی دقیق برخوردار است و می‌توان آن را از روی سکوهای زمین‌پایه، دریاپایه و هواپایه شلیک نمود اما معمولاً بر روی بالگردهای جنگنده اصلی ارتش ایالات متحده آمریکا سوار می‌شوند و موشک هوا به زمین اصلی ارتش آمریکا و چندین ارتش دیگر دنیا در کلاس موشک‌های ۵۰ کیلویی است.
طراحی این موشک از سال ۱۹۷۴ با اعلام نیاز نیروی زمینی ارتش آمریکا آغاز شد. آمریکایی‌ها نیازمند یک موشک ضد تانک کارآمد برای نابودی خودروهای زره‌پوش دشمن بودند که از روی هلیکوپتر شلیک شود. تولید اولین مدل این موشک با نام ای‌جی‌ام-۱۱۴ای در سال ۱۹۸۲ آغاز شد. بیشتر مدل‌های هل‌فایر با سامانه هدایتی آشیانه‌یابی لیزری هدف خود را پیدا می‌کنند، به استثنای مدل ال این موشک معروف به لانگ‌بو (Longbow) که از هدایت راداری بهره می‌برد. هدایت لیزری را هم خود سکوی شلیک‌گر موشک می‌تواند انجام دهد؛ مثلاً هلیکوپترهای آپاچی از طریق دوربین‌های الکترونیکی که بر روی دماغه آن‌ها نصب شده این کار را انجام می‌دهند و هم اینکه یک هواگرد دیگر یا یک ناظر زمینی قادر است با استفاده از علامت‌گذار لیزری کار هدایت موشک را به انجام رساند. این حق انتخاب به هل‌فایر این امکان را می‌دهد که حتی به اهدافی که خارج از میدان دید شلیک‌گر موشک باشد نیز حمله کند.

## تاریخچه عملیاتی
در سال ۲۰۰۹، وزارت دفاع بریتانیا (MoD) تأیید کرد که هلیکوپترهای آپاچی آگستاوستلند (AAC) از موشک‌های AGM-114N هلفایر علیه نیروهای طالبان در افغانستان استفاده کرده‌اند. وزارت دفاع اعلام کرد که در سال ۲۰۰۸ تعداد ۲۰ موشک و در سال ۲۰۰۹ تعداد ۲۰ موشک دیگر شلیک شده است. در پارلمان بریتانیا، نیک هاروی، سیاستمدار حزب لیبرال دموکرات، اظهار داشت که "پارلمان باید مطمئن شود که این سلاح‌ها به عنوان آخرین راه‌حل استفاده می‌شوند.
موشک‌های AGM-114 هلفایر در سال ۲۰۰۴ توسط نیروی هوایی اسرائیل (IAF) برای کشتن احمد یاسین، رهبر حماس، مورد استفاده قرار گرفتند. همچنین، ارتش ایالات متحده این موشک‌ها را برای کشتن انور العولقی، روحانی اسلام‌گرای آمریکایی‌تبار در یمن در سال ۲۰۱۱، ابو یحیی اللیبی، عضو القاعده در پاکستان در سال ۲۰۱۲، مختار ابو زبیر، عضو الشباب در سومالی در سال ۲۰۱۴، و محمد اموازی، جلاد بریتانیایی داعش (معروف به "جان جهادی") در سوریه در سال ۲۰۱۵ به کار برد. این موشک‌ها همچنین در ترور قاسم سلیمانی و همچنین در کشتن ایمن الظواهری مورد استفاده قرار گرفتند.
موشک AGM-114 گاهی به عنوان موشک هوا به هوا نیز مورد استفاده قرار گرفته است. نخستین سرنگونی عملیاتی هوا به هوا با هلفایر در ۲۴ مه ۲۰۰۱ رخ داد، زمانی که یک هواپیمای غیرنظامی سسنا ۱۵۲ وارد حریم هوایی اسرائیل از سمت لبنان شد، بدون اینکه قصد مشخصی داشته باشد و از پاسخگویی به هشدارهای مکرر کنترل ترافیک هوایی (ATC) برای بازگشت خودداری کرد. یک هلیکوپتر AH-64A آپاچی نیروی هوایی اسرائیل به سسنا شلیک کرد که منجر به متلاشی شدن کامل آن شد. دومین سرنگونی عملیاتی هوا به هوا با هلفایر در ۱۰ فوریه ۲۰۱۸ رخ داد، زمانی که یک پهپاد ایرانی وارد حریم هوایی اسرائیل از سمت سوریه شد. یک هلیکوپتر AH-64 نیروی هوایی اسرائیل با شلیک موشک هلفایر این پهپاد را با موفقیت نابود کرد.[
در ژانویه ۲۰۱۶، وال استریت ژورنال گزارش داد که یک موشک آموزشی بدون کلاهک در سال ۲۰۱۴ پس از یک مأموریت آموزشی در اروپا به‌طور تصادفی به کوبا ارسال شد؛ این موشک بعداً بازگردانده شد. یک مقام آمریکایی اعلام کرد که این یک نسخه غیرفعال یا «آموزشی» از سامانه لاکهید بود که فاقد کلاهک جنگی، چاشنی، تجهیزات هدایت و موتور بود و به عنوان «موشک آموزشی هوایی اسیر» شناخته می‌شود.

## ابزار پرتاب
- بل ای‌اچ-۱ سوپرکبرا
- ای‌اچ-۱ زد وایپر
- ای‌اچ-۶۴ آپاچی
- آگوستا ای-۱۲۹ منگوستا
- یوروکوپتر تایگر
- اس‌اچ-۶۰/ام اچ-۶۰آر/ام اچ-۶۰ اس هاوک دریایی
- اواچ-۵۸دی کیووا واریور
- آرای‌اچ-۶۶ کمانچی
- ای‌اچ-۶ لیتل بیرد
- یواچ-۶۰ بلک‌هاوک
- وستلند دبلیوای‌اچ-۶۴ آپاچی
- سسنا ۲۰۸ کاروان
- ام کیو-۱ بی پریدیتور
- ام کیو-۹ ریپر
- ام کیو-۱ سی واریور
- قایق ضربتی ۹۰

ابزار پرتاب آزمایشی:
- خودرو هاموی
- هواپیمای سی-۱۳۰ هرکولس
- سوئد و نروژ برای دفاع ساحلی

## کاربران

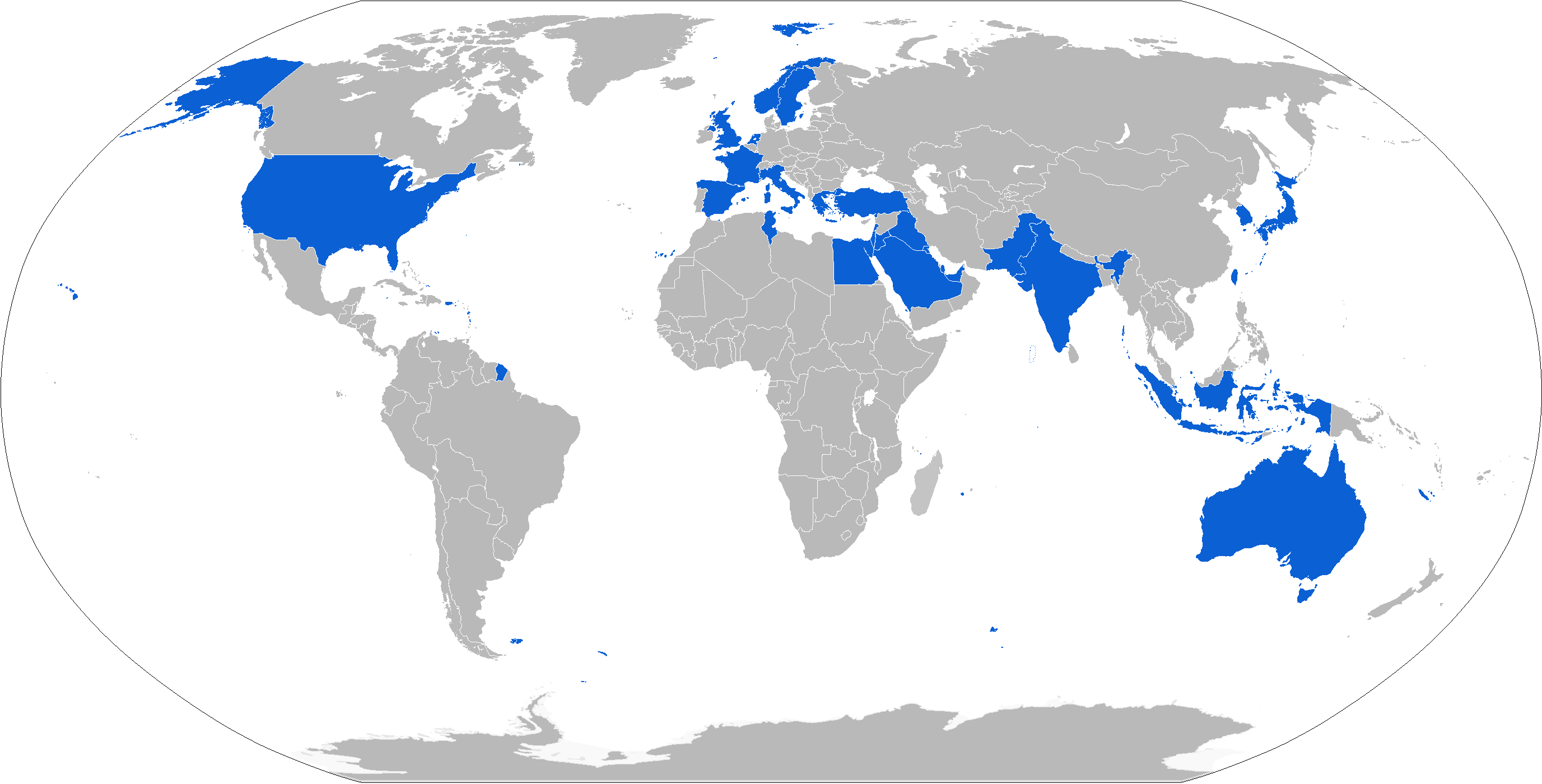
کشورهای داری موشک هل‌فایر به رنگ آبی

کشورهای داری موشک هل‌فایر:
- استرالیا
- کرواسی
- مصر
- فرانسه
- یونان[۱۹]
- هند
- اندونزی
- عراق
- اسرائیل
- ایتالیا
- اردن
- مراکش
- ژاپن
- کویت
- لبنان[۲۰]
- هلند
- نروژ
- پاکستان
- قطر
- کره جنوبی
- عربستان سعودی
- سنگاپور
- اسپانیا
- سوئد
- تایوان
- تونس[۲۱]
- ترکیه
- اوکراین[۲۲]
- امارات متحده عربی
- بریتانیا
- ایالات متحده آمریکا